# RE Engine
RE Engine, také známý jako Reach for the Moon Engine, je herní engine vytvořený společností Capcom. Byl původně navržen pro Resident Evil 7: Biohazard a od té doby byl použit v řadě her, jako například Devil May Cry 5, Monster Hunter Rise a Street Fighter 6. Tento engine je nástupcem MT Frameworku, předchozího enginu od Capcomu.

## Historie
Společnost Capcom původně zamýšlela navázat na MT Framework enginem Panta Rhei, jehož vývoj začal v roce 2011. Projekt byl však opuštěn kvůli vývojovým problémům s nevydanou hrou Deep Down, pro kterou měl sloužit jako ukázka.
RE Engine byl vytvořen v roce 2014, na začátku vývoje hry Resident Evil 7. Engine byl původně navržen s ohledem na lineární povahu hry a byl vytvořen za účelem zefektivnění jejího vývoje. Důvod, proč se tým nerozhodl pro engine třetí strany, byl ten, že „vysoce obecný engine vyvinutý jinou společností by nebyl vhodný“ pro hru jako Resident Evil 7. MT Framework nebyl pro projekt použit kvůli jeho pomalejším vývojovým nástrojům. Jun Takeuchi, vedoucí divize 1 společnosti Capcom, uvedl: „Museli jsme přehodnotit způsob, jakým děláme hry. Abychom mohli vyvíjet na základě obsahu (grafiky a 3D modelových prvků), což je celosvětově mainstream, začali jsme vyvíjet náš nový RE Engine.“
Od svého uvedení na trh se RE Engine používá jako primární herní engine ve všech titulech Capcomu. Producent hry Monster Hunter Ryozo Tsujimoto uvedl, že vývoj enginu není řízen žádnou konkrétní hrou nebo sérií, ale na jeho vylepšování se podílejí všechna studia. Tento přístup se vyhnul úskalím, s nimiž se setkali jiní vývojáři, kteří museli používat jeden engine vyladěný pro konkrétní hru ve všech svých titulech, jako tomu je například v Electronic Arts.
Při diskusi o hře Monster Hunter Rise se Yasunori Ichinose, ředitel hry, zmínil o portování enginu RE Engine na Nintendo Switch a uvedl, že „jen pro dosažení cíle nové hardwarové platformy bylo třeba provést mnoho technických úprav v pozadí“, a zmínil se o výzvě, kterou představovalo vytvoření velkých map, které tým chtěl, při zachování grafické kvality hry.
V říjnu 2023 společnost Capcom během 22minutové vývojářské prezentace představila svůj herní engine nové generace s názvem „Codename REX“ (RE neXt ENGINE). Vzhledem k omezením stávajícího RE Enginu bude nová modernizace zahrnovat postupnou integraci technologie RE+X do stávajícího systému RE Engine, čímž se jeho schopnosti posunou na úroveň nové generace.

## Vlastnosti
RE Engine nabízí oproti MT Frameworku řadu vylepšení, včetně nových funkcí pro vyhlazování hran a volumetrické osvětlení. Engine také umožňuje vývojářům používat fotogrametrii k vytváření kvalitnějších obsahů. Oproti svému předchůdci také obsahuje vylepšenou podporu VR, což mu umožňuje dosáhnout vysokých snímkových frekvencí nezbytných k zamezení nevolnosti z pohybu. RE Engine má také různé nové možnosti fyzikální simulace, které umožňují realističtější zobrazení trosek.

## Hry
| Rok           | Titul                                |
| ------------- | ------------------------------------ |
| 2017          | Resident Evil 7: Biohazard           |
| 2019          | Resident Evil 2                      |
| 2019          | Devil May Cry 5                      |
| 2020          | Resident Evil 3                      |
| 2020          | Resident Evil: Resistance            |
| 2021          | Capcom Arcade Stadium                |
| 2021          | Ghosts 'n Goblins Resurrection       |
| 2021          | Monster Hunter Rise                  |
| 2021          | Resident Evil Village                |
| 2022          | Capcom Arcade 2nd Stadium            |
| 2022          | Resident Evil Re:Verse               |
| 2023          | Resident Evil 4                      |
| 2023          | Street Fighter 6                     |
| 2023          | Ghost Trick: Phantom Detective       |
| 2023          | Exoprimal                            |
| 2024          | Apollo Justice: Ace Attorney Trilogy |
| 2024          | Dragon's Dogma 2                     |
| 2024          | Kunitsu-Gami: Path of the Goddess    |
| 2024          | Dead Rising Deluxe Remaster          |
| 2025          | Monster Hunter Wilds                 |
| 2025          | Onimusha 2: Samurai's Destiny        |
| 2026          | Onimusha: Way of the Sword           |
| Bude oznámeno | Pragmata                             |
| Bude oznámeno | Okami Sequel                         |